# Maury Sterling
Charles Maury Wallace Sterling (Mill Valley, 1º settembre 1971) è un attore statunitense.

## Filmografia parziale

### Cinema
- Virus letale (Outbreak), regia di Wolfgang Petersen (1995)
- Bulletproof, regia di Ernest Dickerson (1996)
- Qualcuno sta aspettando (Somebody Is Waiting), regia di Martin Donovan (1996)
- Full Moon Rising, regia di John E. Dowdle (1996)
- Oltre le linee nemiche (Behind Enemy Lines), regia di Mark Griffiths (1997)
- Impostor, regia di Gary Fleder (2001)
- Sotto corte marziale (Hart's War), regia di Gregory Hoblit (2002)
- Frankie and Johnny Are Married, regia di Michael Pressman (2003)
- Illusion, regia di Michael A. Goorjian (2004)
- Dead Meat, regia di Philip Cruz (2005)
- Come as You Are, regia di Chuck Rose (2005)
- Short Fuse, regia di Jon Fong (2005)
- Smokin' Aces, regia di Joe Carnahan (2006)
- Beverly Hills Chihuahua, regia di Raja Gosnell (2008)
- The Shift, regia di Michael A. Goorjian (2009)
- A-Team, regia di Joe Carnahan (2010)
- Smokin' Aces 2: Assassins' Ball, regia di P.J. Pesce (2010)
- Kung Fu Panda 2, regia di Jennifer Yuh Nelson (2011)
- Coherence - Oltre lo spazio tempo (Coherence), regia di James Ward Byrkit (2013)
- Veronica Mars - Il film (Veronica Mars), regia di Rob Thomas (2014)

### Televisione
- Jarod il camaleonte (The Pretender) – serie TV, episodio 1x19 (1997)
- Angel – serie TV, episodio 2x10 (1999)
- CSI - Scena del crimine (CSI - Crime Scene Investigation) – serie TV, episodi 3x13-9x09 (2003-2008)
- Star Trek: Enterprise – serie TV, episodio 3x06 (2003)
- Senza traccia (Without a Trace) – serie TV, episodio 2x11 (2004)
- Streghe (Charmed) – serie TV, episodio 7x02 (2004)
- E.R. - Medici in prima linea (ER) – serie TV, 5 episodi (2004-2006)
- CSI: NY – serie TV, episodio 5x15 (2009)
- Homeland - Caccia alla spia (Homeland) – serie TV, 45 episodi (2011-2020)
- Extant – serie TV, 11 episodi (2014)
- Girlfriends' Guide to Divorce – serie TV, 16 episodi (2015-2018)
- Murder in the First – serie TV, 5 episodi (2016)
- NCIS: New Orleans – serie TV, 3 episodi (2017)
- The Rookie – serie TV, 2 episodi (2021)
- NCIS: Hawai'i – serie TV, episodio 1x17 (2022)
- Suits LA – serie TV, 4 episodi (2025)

### Doppiatore
- Batman: Hush - regia di Justin Copeland (2019)

## Doppiatori italiani
Nelle versioni in italiano delle opere in cui ha recitato, Maury Sterling è stato doppiato da:
- Teo Bellia in CSI: Miami, Beverly Hills Chihuahua
- Francesco Meoni in Homeland - Caccia alla spia, NCIS: New Orleans
- Alberto Bognanni in Private Practice, Extant
- Roberto Chevalier in Virus letale
- Christian Iansante in Jarod il camaleonte
- Vittorio De Angelis in CSI - Scena del crimine (ep. 3x13)
- Davide Marzi in CSI - Scena del crimine (ep. 9x09)
- Alessandro Rigotti in Nip/Tuck
- Vittorio Guerrieri in Streghe
- Francesco Bulckaen in Detective Monk
- Pierluigi Astore in Criminal Minds
- Rori Manfredi in Smokin' Aces
- Sergio Luzi in 24
- Mauro Gravina in CSI: NY
- Roberto Draghetti in Cold Case - Delitti irrisolti
- Fabio Boccanera in A-Team
- Giorgio Perno in The Rookie
- Gerolamo Alchieri in NCIS: Hawai'i

Da doppiatore è sostituito da:
- Alessio Cigliano in Batman: Hush